# Otway Woodhouse
Otway Edward Woodhouse (født 21. oktober 1855 i London, død 21. september 1887 i Brighton eller Alton, Illinois, USA) var en engelsk ingeniør og tennisspiller, der bl.a. vandt Championships of America 1880
Woodhouse blev uddannet på Marlborough College fra 1867 til 1872 og efterfølgende i 1872-74 på King's College i London. Han tilbragte derefter tre år som elev hos ingeniørerne Hunter & English i Bow, inden han i august 1877 blev ansat ved Great Eastern Railway. Senere skiftede han til London and South Western Railway, hvor han blev indtil starten af 1881.
I 1881 grundlagde Woodhouse sammen med F.L. Rawson det senere verdenskendte firma Woodhouse & Rawson, der beskæftigede sig med elektrisk belysning. Woodhouse var arbejdsnarkoman og befandt sig ofte på kontoret til langt ud på natten. I 1885 forværredes hans helbredstilstand og han rejste derfor på et kurophold til Cannes. Han pådrog sig imidlertid en sygdom i løbet af opholdet og vendte yderligere svækket tilbage. Selvom han delvist genvandt sin tidligere styrke, vendte han aldrig tilbage til arbejdet og døde den 21. september 1887. I hans nekrolog anførtes det, at hans død primært skyldtes de helbredsskader, han pådrog sig som følge af alt for meget arbejde i perioden fra 1881 til 1885, og dødsfaldet var tilsyneladende ikke helt uventet. Han blev begravet på Kensal Green Cemetery i London.
Indtil arbejdet begyndte at optage al hans tid, var Woodhouse også en dygtig tennisspiller, og fra 1879 til 1883 deltog han i Wimbledon-mesterskaberne i tennis og opnåede en finaleplads i all comers-turneringen i 1880 som det bedste resultat. I juli 1880 blev han af sin arbejdsgiver sendt på et seksmåneders ophold i USA for at undersøge de tekniske fremskridt på den anden side af Atlanten. I avisen læste han om den første udgave af Championships of America, som blev spillet i Staten Island Cricket Club i New York City. Han overraskede sine modstandere med sin overhåndsserv og vandt finalen mod canadieren Isidore Frederick Hellmuth med samlet 54-50 efter sætcifterene 15-11, 14-15, 15-9, 10-15. I 1882 tog han patent på en ny type greb til tennisketchere.